# Arngrímur Jónsson
Arngrímur Jónsson l'Erudito (islandese: Arngrímur Jónsson hinn lærði; 1568 – 27 giugno 1648) è stato uno scrittore islandese.

## Biografia
Nel 1593 pubblicò una difesa dell'Islanda (in latino) in cui criticava le opere di molti autori che avevano scritto riguardo al popolo e allo stato islandese. Il suo bersaglio principale fu un poema di Gories Peerse, un mercante che aveva scritto un poema divertente e talora calunnioso sulla geografia ed etnografia islandese. Arngrímur tuttavia criticò anche lavori sostanziosi come la Cosmographia universalis dello studioso tedesco Sebastian Münster.
La sua critica, il Brevis commentarius de Islandia, fu ristampata nel 1598 nel The Principal Navigations, Voiages and Discoveries of the English Nation di Richard Hakluyt. Questa difesa dell'Islanda e lavori successivi furono importanti per l'introduzione degli studiosi europei all'antica letteratura islandese e alla ricchezza dei manoscritti presenti.
Ebbe anche un ruolo di rilievo nello sviluppo del nazionalismo europeo, partecipando all'insulto e controinsulto etnografico attraverso cui le nazioni europee vennero a distinguersi nella stampa.
Per i suoi scritti storici Arngrímur aveva avuto accesso a testi non più esistenti, soprattutto un grande frammento della Saga degli Skjöldungar che fu più tardi perduta completamente. I suoi lavori su re leggendari danesi e svedesi sono la fonte più importante dei contenuti della saga perduta.
Egli è raffigurato sulla ora praticamente fuori circolazione banconota da 10 corone islandesi.

## Opere
- Brevis commentarius de Islandia
- Crymogæa
- Supplementum Historiæ Norvegicæ
- Rerum Danicarum fragmenta
- Ad catalogum regum Sveciæ annotanda
- Anatome Blefkeniana
- Epistola pro patria defensoria
- Apotribe virulentæ et atrocis calumniæ
- Athanasia (in memoria di Guðbrandur Þorláksson)
- Specimen Islandiæ historicum
- Gronlandia.